# San Michele nella Chiesa cattolica

La vittoria d San Michele’’ (Raffaello, XVI secolo)

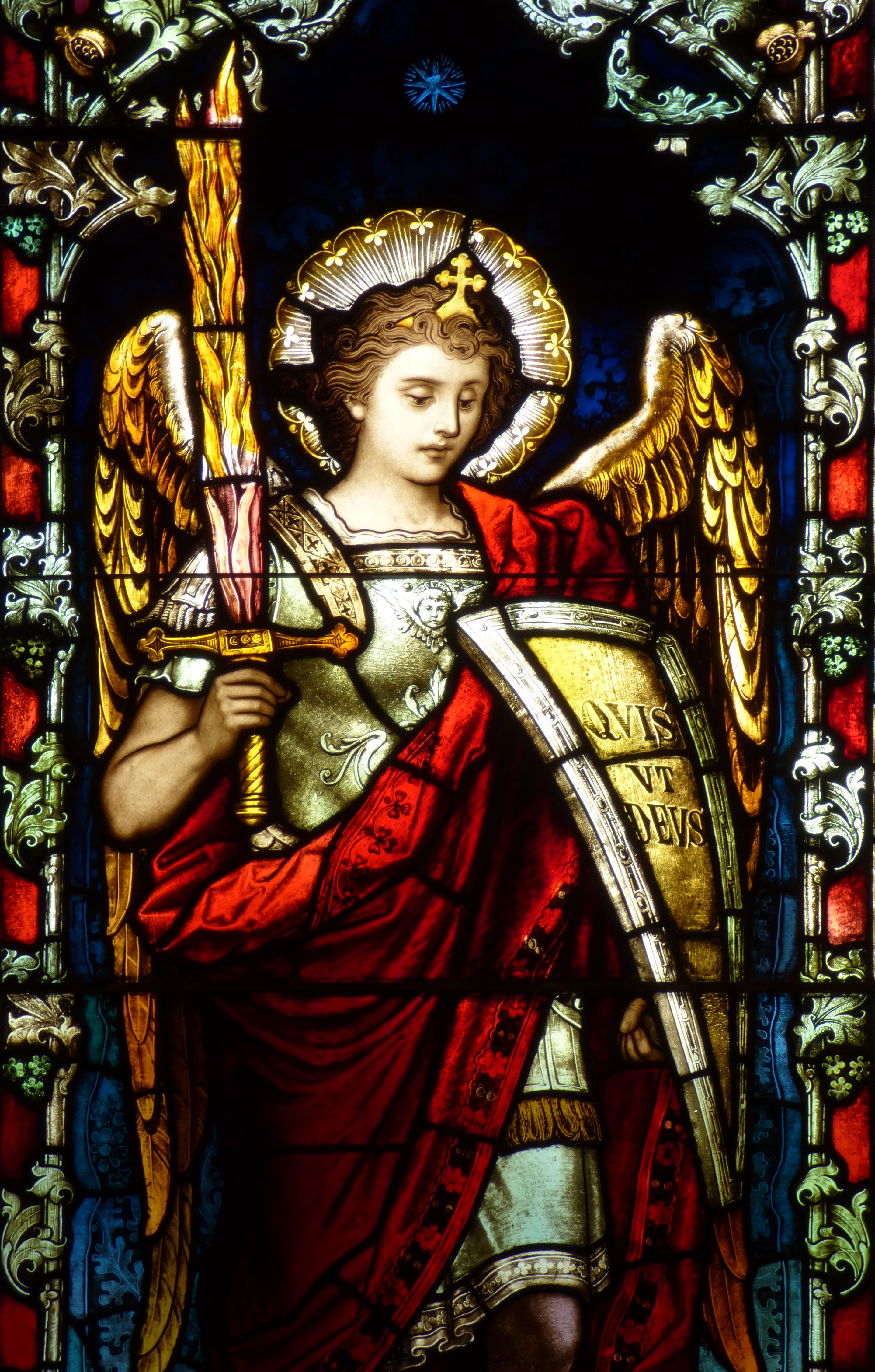
San Michele in vetrata di Franz Mayer & Co. Sul suo scudo è scritto’Quis ut Deus? (Chi è come Dio?').

San Michele Arcangelo è menzionato nell'Antico Testamento e fa parte degli insegnamenti cristiani sin dai tempi più antichi. Negli scritti e nella tradizione cattolica, egli opera come difensore della Chiesa e principale oppositore di Satana e come colui che assiste le persone nell'ora della morte.

## Nelle Scritture
Il nome di Michele compare cinque volte nella Bibbia:
- Daniele 10:13[2]: "Ma il principe del regno di Persia mi si è opposto per ventun giorni: però Michele, uno dei primi prìncipi, mi è venuto in aiuto e io l'ho lasciato là presso il principe del re di Persia";
- Daniele 10:21[3]: "io ti dichiarerò ciò che è scritto nel libro della verità. Nessuno mi aiuta in questo se non Michele, il vostro principe";
- Daniele 12:1[4]: "Or in quel tempo sorgerà Michele, il gran principe, che vigila sui figli del tuo popolo. Vi sarà un tempo di angoscia, come non c'era mai stato dal sorgere delle nazioni fino a quel tempo; in quel tempo sarà salvato il tuo popolo, chiunque si troverà scritto nel libro";
- Giuda 1:9[5]: 'L'arcangelo Michele quando, in contesa con il diavolo, disputava per il corpo di Mosè, non osò accusarlo con parole offensive, ma disse: Ti condanni il Signore!';
- Apocalisse 12:7-9[6]: "Scoppiò quindi una guerra nel cielo: Michele e i suoi angeli combattevano contro il drago. Il drago combatteva insieme con i suoi angeli, ma non prevalsero e non ci fu più posto per essi in cielo. Il grande drago, il serpente antico, colui che chiamiamo il Diavolo e Satana e che seduce tutta la terra, fu precipitato sulla terra e con lui furono precipitati anche i suoi angeli".

## Michele e gli arcangeli

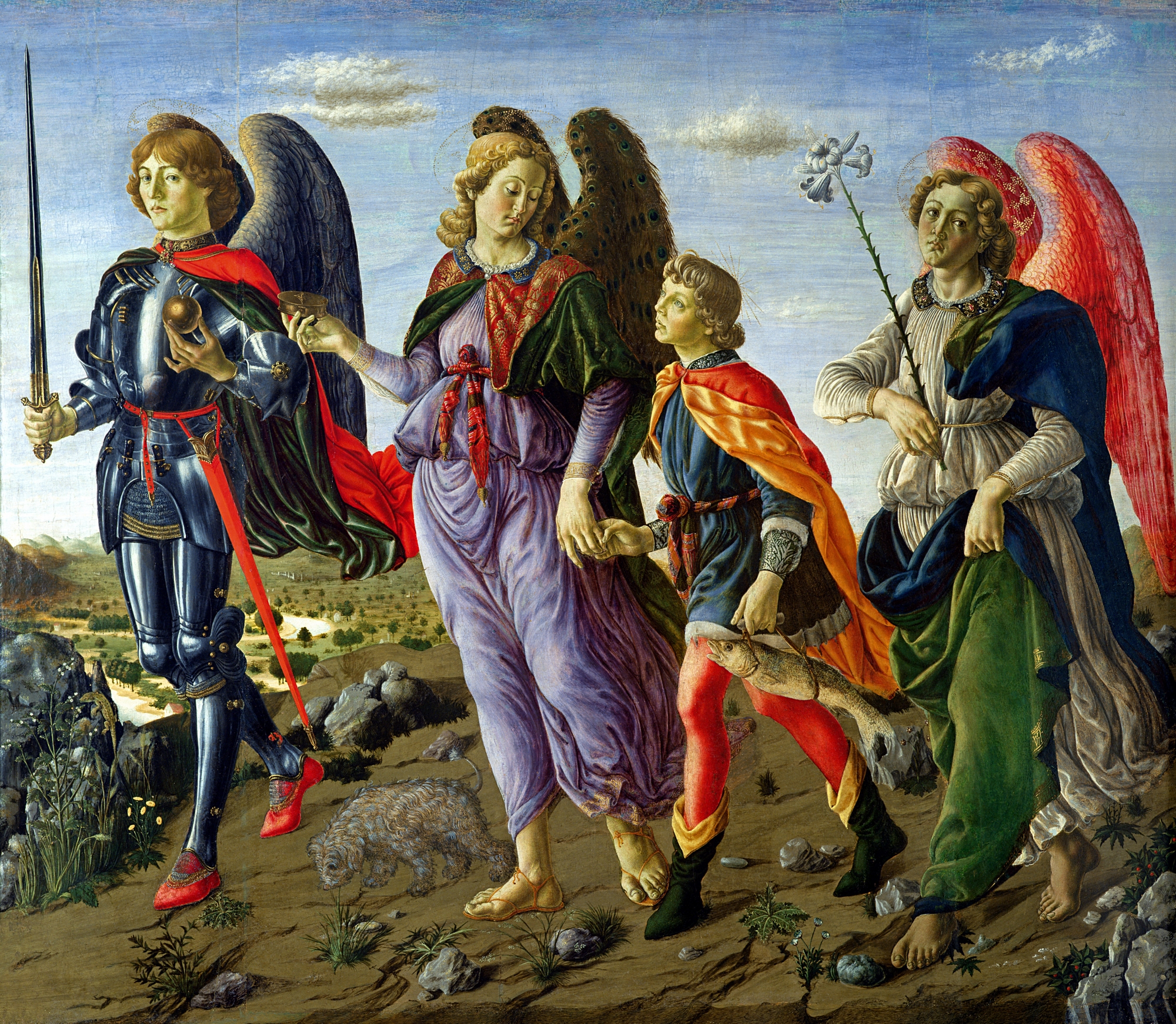
L'arcangelo Michele con gli arcangeli Raffaele e Gabriele mentre accompagnano Tobia (Francesco Botticini, 1470).

Nella tradizione cattolica vengono chiamate arcangeli solamente tre entità angeliche: san Michele, san Gabriele e san Raffaele. Michele significa "Chi è come Dio?" (domanda retorica), Gabriele significa "Potere di Dio" o "Forza di Dio " e Raffaele significa "Dio ha guarito". Nella Bibbia Michele, Gabriele e Raffaele sono chiamati angeli (i cattolici accettano come canonico il Libro di Tobia, in cui è nominato Raffaele). Solo Michele è chiamato arcangelo nella Bibbia.
La festa di questi angeli si celebra il 29 settembre (Michele), il 24 marzo (Gabriele) e il 24 ottobre (Raffaele) o tutti insieme il 29 settembre. Oltre a questi tre Arcangeli, le Chiese cattoliche di rito orientale venerano anche Uriele, Barachiele, Geudiele e Selatiele. .La Sinassi dei Santi Arcangeli è l'8 novembre.
Tradizionalmente, sette angeli erano considerati di particolare importanza: quelli che stanno davanti al cospetto del trono di Dio. All'interno della gerarchia degli angeli, al livello più alto, si colloca San Michele che è un serafino e un principe, un angelo di suprema potenza e capo dell'esercito di Dio.
L'arte cristiana ritrasse spesso gli arcangeli insieme. Gli arcangeli Michele e Gabriele sono raffigurati congiuntamente nel tema iconografico di Nostra Signora del Perpetuo Soccorso, un'icona bizantina della Beata Vergine Maria che è stata oggetto di diffuse devozioni cattoliche per secoli.

## Ruolo e missione

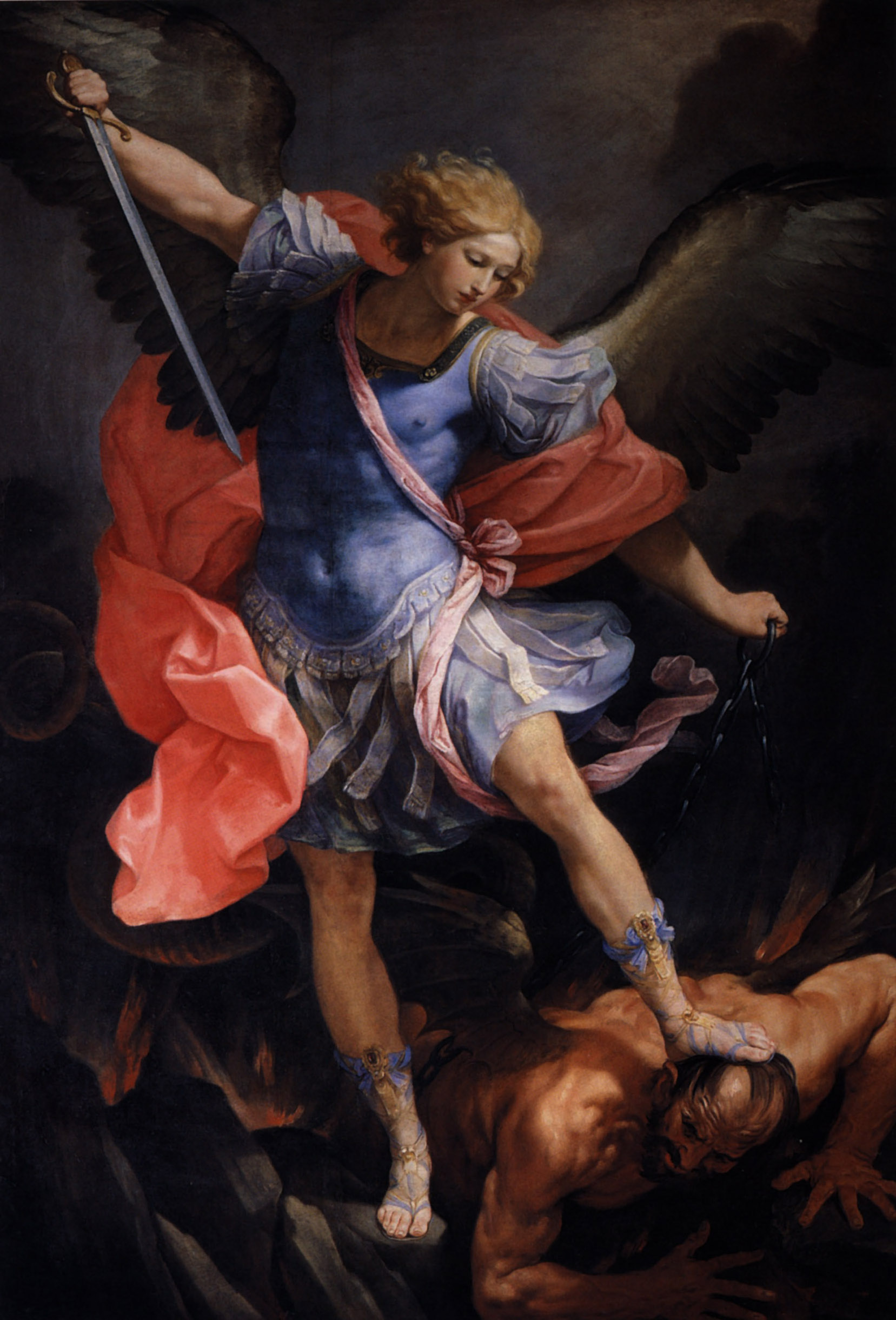
Dipinto del 1636 di Guido Reni in Santa Maria della Concezione in Roma. Riprodotto come mosaico nell’Altare di San Michele nella Basilica di san Pietro in Vaticano.

Nel cattolicesimo romano, San Michele riveste quattro ruoli distinti: 
1. è il nemico di Satana e degli angeli caduti: ha sconfitto Satana e lo ha espulso dal Paradiso e conseguirà la vittoria definitiva nell'ora della battaglia finale di Armageddon;
2. è l'angelo cristiano della morte: nell'ora della morte, San Michele discende dai Cieli e dà a ciascuno la possibilità di redimersi prima di morire;
3. soppesa i meriti delle persone (quindi il santo è spesso raffigurato con una bilancia) nel Giorno del Giudizio e opera come avvocato difensore di giustizia nel giudizio particolare dell’anima dopo la morte del corpo;
4. è il custode e patrono della Chiesa.

## Culto
David Keck ha affermato che "di tutti gli angeli, Michele era di gran lunga il più importante nel Medioevo". Le prime indicazioni di un culto di San Michele si hanno nel Vicino Oriente. L'imperatore san Costantino costruì il Michaelion a Calcedonia sul sito di un più antico tempio pagano. Altri santuari erano situati presso sorgenti curative in Anatolia, Antiochia ed Egitto. L'associazione di San Michele con la grazia divina della guarigione si ravvisa nelle gesta di Gregorio Magno il quale presiedette una processione devozionale nel 590, quando la città di Roma fu colpita da una pestilenza che aveva ucciso il suo predecessore. Secondo quanto riferito, Gregorio ebbe una visione di San Michele in cima al Mausoleo di Adriano. L'arcangelo rinfoderò la spada, suggerendo al papa che il pericolo era finito. Successivamente, il mausoleo fu ribattezzato il Castel Sant'Angelo in onore di San Michele.
La Visio Sancti Pauli, scritta alla fine del IV o all'inizio del V secolo, presenta San Michele come avvocato dei peccatori, garante della pioggia, e quindi patrono dell'agricoltura. Le Chiese greca, siriaca e copta avevano venerato San Michele almeno dall'inizio del VI secolo. Il culto di San Michele era diffuso nelle isole britanniche durante il Medioevo.
La tradizione include una serie di apparizioni in luoghi in cui in seguito furono costruiti o consacrati a lui santuari o chiese. Questi includono il Monte Gargano, dove dagli inizi del VI secolo sorge il santuario più antico dell'Europa occidentale, è dedicato a San Michele. All'inizio dell'VIII secolo, San Michele apparve tre volte a sant’Auberto, vescovo di Avranches, e gli ordinò di costruire una chiesa sulla piccola isola di Mont Saint-Michel. Durante la costruzione della chiesa furono segnalate diverse guarigioni motivo per cui il luogo rimane ancora una meta di pellegrinaggio cattolica.

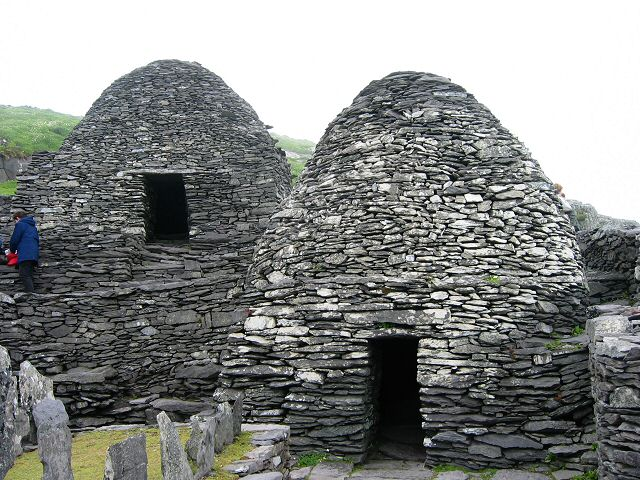
Skellig Michael

Il ruolo di San Michele come protettore e custode indusse anche alla progettazione di statue che lo raffigurano e alla costruzione di chiese e monasteri in luoghi specifici. Poiché la maggior parte delle isole monastiche era vicino alla terraferma, esse erano viste come fortezze deputate a lontani i demoni e a respingere i loro attacchi contro la Chiesa. Oltre a Mont Saint-Michel, ne sono esempi lo Skellig Michael, al largo della costa della contea di Kerry, in Irlanda, e St Michael's Mount, situato a Mounts Bay, vicino a Penzance, in Cornovaglia, che ricorda la struttura di Mont Saint-Michel.
San Bernardo di Chiaravalle raccomandava l'invocazione di San Michele nei momenti di tentazione e di dolore: "Ogni volta che una tentazione grave o un dolore veemente ti opprime, invoca il tuo tutore, il tuo capo, grida a lui e di': 'Signore, salvaci, per non morire!'".
San Francesco d'Assisi era particolarmente devoto di San Michele e digiunava per circa quaranta giorni dalla festa dell'Assunta 15 agosto) al 29 settembre, festa di San Michele. Alcune comunità francescane continuano ad osservare un tempo di digiuno e preghiera dal 15 agosto al 29 settembre, noto come "Quaresima di San Michele".

## Menzioni nella liturgia tridentina
Nelle edizioni del Messale Romano antecedenti il 1970, San Michele viene citato nel Confiteor recitato dal sacerdote e nuovamente nella risposta del chierichetto alla Messa. Il santo arcangelo è citato anche nelle celebrazioni della Messa solenne quando il sacerdote inseriva l'incenso nel turibolo, recitando la preghiera: ‘’Per intercessionem beati Michaelis Archangeli, stantis a dextris altaris incensi, et omnium electorum suorum, incensum istud dignetur Dominus benedicere, et in odorem suavitatis accipere . Per Christum Dominum nostrum. Amen’’.(Per intercessione del Beato Arcangelo Michele, che sta alla destra dell'altare dell'incenso, e di tutti i suoi eletti, il Signore benedica questo incenso e lo accetti come un profumo di soavità).
Fino alla revisione operata da papa Giovanni XXIII nel 1960, il Calendario Romano Generale aveva ben due festività di San Michele: una il 29 settembre, l'altra l'8 maggio, generalmente ancora osservata in molti luoghi.

## Venerazione

### Patrocinio
Michele Arcangelo è il santo patrono di droghieri, paramedici, marinai, paracadutisti, agenti di polizia e personale militare.
Un elevatissimo numero di chiese cattoliche romane in tutto il mondo è consacrato a San Michele, da Hammerfest, in Norvegia, a Oeste Catarinense in Brasile. La festa di San Michele del 29 settembre è stata celebrata solennemente in molte località sin dal V secolo. E molte chiese che onorano San Michele sono state consacrate proprio il 29 settembre, ad esempio quella dedicata a Roma da papa Bonifacio IV nel 610.

## Devozioni
Le devozioni cattoliche romane a San Michele sono state espresse in una varietà di forme, tra cui una coroncina e uno scapolare. A lui sono rivolte numerose preghiere, novene e inni.

### Preghiere
La più familiare Preghiera a San Michele recita: 
Nel 1886 papa Leone XIII aggiunse una preghiera a san Michele alle Preci leonine. Sebbene tali preghiere non fossero più recitate nella Messa a partire dal 1964, papa Giovanni Paolo II incoraggiò i fedeli cattolici a continuare a pregare, dichiarando: «Io chiedo a ognuno di non dimenticarla e di recitarla per ottenere ausilio nella battaglia contro le forze dell’oscurità». Come ogni altra novena, anche la Novena a San Michele si recita per nove giorni consecutivi.

### Coroncina
La Coroncina di San Michele, nota anche come Coroncina angelica, è attribuita a una rivelazione privata di cui fu protagonista la suora Antonia d'Astonac nel 1731. Essa fu approvata da papa Pio IX nel 1851.

### Scapolare
Lo Scapolare di San Michele Arcangelo è uno scapolare cattolico a scopo devozionale associato a San Michele. Papa Pio IX diede a questo scapolare la sua benedizione, ma era già stato formalmente approvato sotto Papa Leone XIII che aveva sancito la nascita dell'Arciconfraternita dello Scapolare di San Michele.

### Esorcismo
Nell'Abbazia benedettina di Meten, dedicata a san Michele, nel XVII secolo fu scoperta la formula esorcistica Vade retro Satana.
Il Rituale romano contiene l'Exorcismus in Satanam et angelos apostaticos come esorcismo contro Satana e gli angeli apostati. Essa fu conservata, in forma modificata, nella revisione del rito del 1999.

### Inni
Nel corso dei secoli, le devozioni cattoliche a San Michele portarono alla composizione di una serie di poesie e inni. 
Uno di questi è l’inno di Rabano Mauro Christe, sanctorum decus Angelorum.
L'inno Te Splendor è pubblicato nella Raccolta di preghiere. L'inno Tibi, Christe, splendor Patris è pubblicato all’interno dell'innario del 1983.

## Arte e architettura
San Michele simboleggia la vittoria del bene sul male ed è stato ampiamente rappresentato nell'arte attraverso i secoli. Le raffigurazioni di San Michele spesso ritraggono la scena in cui Satana, o gli angeli caduti, sono indifesi sotto la spada o la lancia di un San Michele glorioso e trionfante. In alcune raffigurazioni, sullo scudo di San Michele si legge la locuzione latina Quis ut Deus?. La frase significa "Chi è come Dio?" e san Michele lo chiede con disprezzo mentre uccide Satana, rappresentato come un drago, o una figura simile all'uomo, talora alata.